# Festival RTP da Canção 1994
O XXX Festival RTP da Canção 1994 foi o trigésimo Festival RTP da Canção, a final teve lugar no dia 7 de março de 1994 no Teatro São Luiz, em Lisboa, a 1.ª semifinal teve lugar no dia 10 de janeiro de 1994 no Teatro Nacional São João, no Porto e a 2.ª semifinal teve lugar no dia 17 de janeiro de 1994 no Teatro São Luiz, em Lisboa.
Ana Paula Reis e Nicolau Breyner foram os apresentadores da final do festival e das duas semifinais foram Ana do Carmo e Luís de Matos.

## Festival
Nesse ano, a RTP abriu concurso público a todos compositores para apresentarem um ou mais temas para o Festival da Canção. Foram recebidos 383 originais. Após a audição das maquetas recebidas, o júri de seleção apurou 20 canções que foram distribuídas por duas semifinais, conduzidas por Ana do Carmo e Luís de Matos. A primeira teve lugar a 10 de janeiro, no Teatro Nacional São João, no Porto, já a segunda semifinal decorreu a 17 de janeiro, no Teatro São Luís, em Lisboa.
O júri de sala ouviu e votou as 20 canções, tendo as 8 mais votadas, no conjunto das duas semifinais, transitado para a grande final que decorreu a 10 de março no Teatro São Luís.
A final do Festival da Canção foi apresentada por Ana Paula Reis e por Nicolau Breyner. Durante a emissão assistiu-se a alguns momentos cómicos da dupla Dora e Dário protagonizados por Ana Bola e Vítor de Sousa, respetivamente.
Nos designados entre actos assistiu-se, na final, a uma autêntica homenagem às músicas que remetem para várias localidades de Portugal, nas vozes de Alexandra, Anabela, Carlos Guilherme e Paco Bandeira (2.ª parte).
No entre acto da primeira semifinal o medley incidiu nas canções que falam da cidade invicta e foi interpretado por Cristina Roque, Fú, Luís Portugal e Margarida Nilo (2.ª parte). Na semifinal ocorrida no Teatro São Luís, o medley foi sobre temas que cantam Lisboa, nas vozes de Ana Paulino, Cristina Roque, Daniel Antunes, Manuel Lourenço, Paula Oliveira e Vera de Vilhena (2.ª parte).
A escolha da canção vencedora foi da responsabilidade dos 22 jurados que integraram o designado júri distrital, registando-se uma unanimidade em torno da canção vencedora, na medida em que todos atribuíram a pontuação máxima a "Chamar a Música", com poema de Rosa Lobato de Faria, música de João Carlos Mota Oliveira e interpretação de Sara Tavares.

### Semifinais
| #           | Artista           | Canção                             | Música (m) / Letra (l)                                  | Pontuação   | Classificação |             |
| Semifinal 1 | Semifinal 1       | Semifinal 1                        | Semifinal 1                                             | Semifinal 1 | Semifinal 1   | Semifinal 1 |
| ----------- | ----------------- | ---------------------------------- | ------------------------------------------------------- | ----------- | ------------- | ----------- |
| 1.º         | Grupo Blue TomTom | "Desculpa lá o mau jeito"          | Maria Isabel Branco (m), Ana Paula Branco (l)           | 21          | 15º           |             |
| 2.º         | Pedro Miguéis     | "Todos nós alguma vez"             | Jan Van Dijck (m), Nuno Gomes dos Santos (l)            | 29          | 7º            |             |
| 3.º         | João Carlos       | "Tanta gente sem rumo"             | Mário Ceia (m & l)                                      | 17          | 20º           |             |
| 4.º         | Sara              | "Este alentejo"                    | José Manuel Coelho (m & l)                              | 28          | 10º           |             |
| 5.º         | Trivium           | "Trovas do Demo e d’el Rei"        | Joaquim Pinto (m), Júlio Correia (l)                    | 34          | 4º            |             |
| 6.º         | Marco Quelhas     | "Dia após dia, a magia de te amar" | Marco Quelhas (m & l)                                   | 29          | 9º            |             |
| 7.º         | Sara Tavares      | "Chamar a Música"                  | João Carlos Mota Oliveira (m), Rosa Lobato de Faria (l) | 44          | 2º            |             |
| 8.º         | Nuno Cabrita      | "Conselho em si"                   | Paco Bandeira (m & l)                                   | 23          | 14º           |             |
| 9.º         | António Daniel    | "Espelho de luar antigo"           | António Daniel (m & l)                                  | 20          | 16º           |             |
| 10.º        | Ed Sant’ana       | "Imagens de música"                | Américo Faria (m & l)                                   | 26          | 12º           |             |
| Semifinal 2 |                   |                                    |                                                         |             |               |             |
| 1.º         | Fernanda Lopes    | "Se fores poema"                   | José Manuel Coelho (m & l)                              | 32          | 5º            |             |
| 2.º         | Tina              | "Diz-me adeus e parte em paz"      | José Orlando (m), Francisco Nicholson (l)               | 20          | 16º           |             |
| 3.º         | Tó Carlos         | "Ai dona Inês"                     | Tó Carlos (m), Joaquim Pedro Gonçalves (l)              | 29          | 7º            |             |
| 4.º         | Crisiana          | "Sonhos dourados"                  | Marco Quelhas (m & l)                                   | 19          | 18º           |             |
| 5.º         | José Carvalho     | "Lisboa, minha linda cidade"       | Luís Filipe (m), Amadeu Diniz da Fonseca (l)            | 41          | 3º            |             |
| 6.º         | Natália Domingos  | "Vale a pena cantar"               | Carlos Canelhas (m), Amália Ortiz da Fonseca (l)        | 27          | 11º           |             |
| 7.º         | Isabel Campelo    | "Malmequer do campo"               | José Manuel Coelho (m & l)                              | 32          | 5º            |             |
| 8.º         | Laureano          | "Menina, morena, ladina"           | Laureano (m), Moreira Carvalho (l)                      | 19          | 18º           |             |
| 9.º         | Inova Fora Nada   | "O vento sabe o que quer"          | Carlos César (m), Carlos Cunha (l)                      | 48          | 1º            |             |
| 10.º        | Marco Quelhas     | "Jogos de amor"                    | Marco Quelhas (m & l)                                   | 24          | 13º           |             |

### Final
| #   | Artista         | Canção                       | Letra (l) / Música (m)                                  | Pontuação | Classificação |
| --- | --------------- | ---------------------------- | ------------------------------------------------------- | --------- | ------------- |
| 1.º | Isabel Campelo  | "Malmequer do Campo"         | José Manuel Coelho (m & l)                              | 122       | 3.º           |
| 2.º | Trivium         | "Trovas do Demo e d’el Rei"  | Joaquim Pinto (m), Júlio Correia (l)                    | 84        | 5.º           |
| 3.º | Pedro Miguéis   | "Todos Nós Alguma Vez"       | Jan Van Dijck (m), Nuno Gomes dos Santos (l)            | 136       | 2.º           |
| 4.º | Inova Fora Nada | "O Vento Sabe o Que Quer"    | Carlos César (m), Carlos Cunha (l)                      | 83        | 6.º           |
| 5.º | José Carvalho   | "Lisboa, Minha Linda Cidade" | Luís Filipe (m), Amadeu Diniz da Fonseca (l)            | 92        | 4.º           |
| 6.º | Fernanda Lopes  | "Se Fores Poema"             | José Manuel Coelho (m & l)                              | 75        | 7.º           |
| 7.º | Tó Carlos       | "Ai Dona Inês"               | Tó Carlos (m), Joaquim Pedro Gonçalves (l)              | 46        | 8.º           |
| 8.º | Sara Tavares    | "Chamar a Música"            | João Carlos Mota Oliveira (m), Rosa Lobato de Faria (l) | 220       | 1.º           |